# Düm Tek Tek
«Düm Tek Tek» (также известна, как Crazy For You) — песня турецко-бельгийской певицы Хадисе, с которой она представила Турцию на конкурсе песни «Евровидение 2009», проходившем в Москве. В Бельгии был выпущен в качестве сингла, а в Турции — в формате мини-альбома.

## Выпуск
Презентация композиции «Düm Tek Tek» прошла в прямом эфире телеканала TRT 31 декабря 2008 года. Хадисе подготовила три песни для участия в конкурсе Евровидение, среди которых была выбрана «Düm Tek Tek».
В 2009 году в Бельгии был выпущен сингл «Düm Tek Tek», а в Турции одноимённый мини-альбом. Также песня вошла на англоязычный альбом «Fast Life» и туркоязычный «Kahraman».

## Информация о песне
Слова к песне написали Хадисе и Стефан Фернанде, музыка и аранжировка — Синан Акчил, также в аранжировке принимал участие Озан Чолаколу. В песне ярко прослеживаются национальные мотивы, несмотря на то, что композиция на английском языке с короткими турецкими фразами. «Düm tek tek» — это фраза, встречающаяся в песне, созвучная с национальным музыкальным инструментом дарбука, поэтому её невозможно перевести на другие языки.

## Список композиций

### Сингл (Бельгия)
| №  | Название      | Длительность |
| -- | ------------- | ------------ |
| 1. | «Düm Tek Tek» | 3:02         |

### EP(Турция)
| №                   | Название                   | Длительность |
| ------------------- | -------------------------- | ------------ |
| 1.                  | «Düm Tek Tek»              | 3:03         |
| 2.                  | «Deli Oğlan (A Good Kiss)» | 3:11         |
| 3.                  | «Stir Me Up»               | 3:28         |
| 4.                  | «Aşkkolik»                 | 4:05         |
| 5.                  | «A Good Kiss»              | 3:11         |
| Общая длительность: | Общая длительность:        | 16:58        |

## Видеоклип
Режиссёром видеоклипа на заглавную песню сингла стал Метин Аролат. Также видео вошло в превью Турции на «Евровидении 2009».
В марте, накануне выхода клипа, ряд таблоидов заявили о том, что администрация телеканала TRT отказалась от использования видеоклипа певицы, признав его «слишком эротичным». Но вскоре данное заявление было опровергнуто как самим телеканалом, так и менеджером певицы Сухейлом Атаем.

### Сюжет
В начале клипа Хадисе появляется в строгом чёрном брючном костюме, который потом с неё срывают девушки-танцовщицы. Всю оставшуюся часть видео певица танцует, исполняя песню. Клип выполнен в золотых тонах.